# Cophoscincopus
A Cophoscincopus  a hüllők (Reptilia) osztályába a  pikkelyes hüllők (Squamata) rendjébe a gyíkok (Sauria)  alrendjébe és a  vakondgyíkfélék (Scincidae) családjába  tartozó nem.

## Rendszerezés
A nembe az alábbi 3 faj tartozik.
- Cophoscincopus durus
- Cophoscincopus greeri
- Cophoscincopus simulans